# Vincenzo Napoli (vescovo)
Vincenzo Napoli (Troina, 1574 – Gioiosa Guardia, 23 agosto 1648) è stato un vescovo cattolico italiano.

## Biografia
Nacque a Troina l'anno 1574 da Paolo e Agata Pizzuto, originaria di Tortorici.
Studiò a Palermo le leggi civili e canoniche ottenendo la specializzazione in utroque iure. Fu ordinato presbitero e prestò la sua opera nella natia Troina.
A soli trentacinque anni fu proposto da Filippo III vescovo della diocesi di Patti e fu consacrato a Roma il 5 dicembre 1609.
Governò la diocesi per tutto il tempo della sua vita distinguendosi per tante opere di carità, per il consolidamento del nascente seminario diocesano, per la formazione dei fedeli.
Morì a Gioiosa Guardia, dove si era recato per un periodo di riposo, il 23 agosto 1648.

## Genealogia episcopale
La genealogia episcopale è:
- Arcivescovo Filippo Archinto
- Papa Pio IV
- Cardinale Giovanni Antonio Serbelloni
- Cardinale Carlo Borromeo
- Cardinale Gabriele Paleotti
- Cardinale Ludovico de Torres
- Cardinale Giovanni Garzia Mellini
- Vescovo Vincenzo Napoli